# 佐竹玲奈
佐竹 玲奈（さたけ れいな、1995年2月5日 - ）は、日本のトランポリン選手。株式会社プリモ所属。石川県出身。

## 略歴
石川県かほく市出身。小学1年生の時に親子でトランポリン教室に行ったのがきっかけで競技を始める。
地元のトランポリン強豪校・星稜高校を経て日本体育大学体育学部に進学。在学中に世界選手権出場やワールドカップ大会のシンクロナイズド競技で1位になるなど、数々の大会で結果を出す。
2019年に東京で開催された世界選手権で日本団体チームの一員として日本初の団体戦金メダルに貢献。
2021年にアゼルバイジャン・バクーで開催の同大会では団体女子のキャプテンを務め、チームの連覇に貢献した。
2023年6月10日に行われたトランポリンの世界選手権（11月、イギリス・バーミンガム）代表最終選考会の最終日で日本代表に選出された。

## 人物

### 褒章
2022年、第35回世界トランポリン競技選手権大会団体優勝を受け、文部科学省スポーツ功労者顕彰を授与された。

## 戦績
- ワールドカップスイス大会（2018年6月） - シンクロナイズド優勝
- 第34回世界トランポリン競技選手権（2019年11月） - 団体優勝
- 第57回全日本トランポリン競技選手権（2020年10月） - 個人優勝
- 第35回世界トランポリン競技選手権（2021年11月） - 団体優勝
- 第59回全日本トランポリン選手権（2022年10月） - 個人準優勝